# Тибальди, Мария Феличе
Мария Феличе Тибальди (итал. Maria Felice Tibaldi; 1707, Рим — 1770, там же) — итальянская художница эпохи барокко.

## Биография
Мария Феличе Тибальди родилась в 1707 году в Риме. Она была старшей дочерью музыканта из Модены, скрипача Джованни Батиста Тибальди.
Неизвестно, у кого Мария училась живописи, но, несомненно, она вращалась в артистических кругах, особенно после того как её сестра Изабелла вышла в 1734 году замуж за французского художника Пьера-Шарля Тремольера. Возможно, именно Тремольер познакомил Марию с её будущим мужем, художником Пьером Сюблейра, вместе с которым он учился во Французской академии в Риме. Во всяком случае, ещё до своего замужества в 1739 году Мария Тибальди была состоявшейся художницей и регулярно получала заказы. Она была известна в основном как автор портретных миниатюр и копий картин на исторические темы. Кроме того, она писала маслом собственные работы на сюжеты из истории и литературы; иногда также работала пастелью.
В 1742 году Мария Тибальди-Сюблейра стала членом Академии святого Луки. Годом позже она также была принята в Аркадскую академию под именем Астерии Аретузы.
Мария Тибальди нередко выполняла копии работ своего мужа. Одна из них — «Христос в доме Симона фарисея» (1748, с оригинала 1737) — возможно, является первой картиной живущего художника, приобретённой для показа в публичном музее — Капитолийской пинакотеке, учреждённой папой Бенедиктом XVI в 1751—1752 годах.
После смерти мужа в 1749 году Мария самостоятельно обеспечивала себя и четверых детей. Кроме того, Бенедикт XVI, чтобы поддержать семью умирающего художника, приобрёл у Тибальди одну из её миниатюр за тысячу соверенов.
Некоторое время Мария Тибальди работала в Германии. Она умерла в Риме в 1770 году.